# Villa della Regina
La Villa della Regina es una de las Residencias de la casa real de Saboya declaradas Patrimonio de la Humanidad por la Unesco en el año 1997. Tiene el código 823-013 y se encuentra en Strada S. Margherita, 40 de Turín (Piamonte, Italia). Se encuentra situada sobre la colina de Turín.
Fue proyectada en torno al año 1620 por Ascanio Vitozzi (algunas fuentes citan, en lugar de él, a Carlo y Amedeo di Castellamonte) para el cardenal Mauricio de Saboya, hombre de gran cultura que renunció después a la púrpura cardenalicia para vivir en esta villa con su mujer Ludovica. 

El nombre del complejo se justifica por el hecho de que fue la morada preferida de dos reinas de monarcas saboyanos, Ana María de Orléans y María Antonieta de España (esposas, respectivamente, de Víctor Amadeo II y Víctor Amadeo III). 
La estructura es típica del siglo XVII con un espléndido jardín a la italiana: una plaza-terraza elíptica permite acceder a un patio superior rectangular que alberga el castillo, un edificio a su izquierda y una terraza a la derecha. En la parte posterior del palacio un espléndido jardín en forma de hemiciclo excavado en la colina, con terrazas y belvedere, fontanas decorativas (dignas de destacar son las grutas y la fuente en cadena de agua) y el bellísimo teatro delle acque («teatro de las aguas»). 
Con el traslado de la corte saboyana al Palacio del Quirinal, muchos muebles y obras de arte fueron transferidos a Roma y la Villa della Regina expoliada. Abandonada después del exilio saboyano y golpeada por los bombardeos aliados durante la Segunda Guerra Mundial, la Villa conoció después décadas de degradación, a las que se intentó poner remedio con diez años de restauración posteriores. Es previsible pues que la villa pueda recuperar el antiguo esplendor: albergará además un centro para la documentación histórica; será posible entonces volver a probar el vino producido por las Viñas Reales, gracias a los constantes replantaciones en sus jardines. Las obras está previsto que finalicen en el año 2011.